# Linycus
Linycus is een geslacht van insecten uit de orde vliesvleugeligen (Hymenoptera) en de familie Ichneumonidae.

## Soorten
- L. algericus (Habermehl, 1917)
- L. annulicornis (Cameron, 1904)
- L. barbarae Heinrich, 1975
- L. caecus Heinrich, 1974
- L. exhortator (Fabricius, 1787)
- L. flavitarsis (Heinrich, 1937)
- L. gotoi Kusigemati, 1986
- L. nigriceps Heinrich, 1962
- L. rufipes Cameron, 1903
- L. simulator Heinrich, 1974
- L. temporalis Heinrich, 1971